# 沃利·斯泽比亚克
沃尔特·罗伯特·斯泽比亚克（英語：Walter Robert Szczerbiak，1977年3月5日—），美国NBA职业篮球运动员，司职锋卫摇摆人。

## 童年生活
斯泽比亚克出生在西班牙的首都马德里，当时他的父亲－前ABA球员的沃尔特·斯泽比亚克正在西班牙的皇家马德里篮球队效力，所以沃利的童年生活有很长一段时间是在欧洲度过。直到他的父亲结束欧洲篮球生涯後，才举家迁回纽约长岛，之後在冷泉港就讀高中。

### 大学时期
大学时期的斯泽比亚克效力于俄亥俄州的迈阿密大学，他毕业于Richard T. Farmer商学院专业是市场营销。在迈阿密期间他带领球队打入了1999年NCAA锦标赛的16强，首轮中10号种子的球队在斯泽比亚克单场43分的出色表现下淘汰了7号种子犹他大学，带领球队打入16强，尽管在16强中他取得了23分的不错数据，但是最终球队还是以48-58败给了肯塔基大学。

### NBA生涯
在1999年NBA选秀中，斯泽比亚克在第一轮第6顺位被明尼苏达森林狼选中。他职业生涯中最为精彩的出现在2002年，他被教练选入NBA全明星赛。随后在2003年4月13日的比赛中得到了球队历史上最高的单场44分的数据，直到被凯文·加内特所打破。2004-05赛季，斯泽比亚克更多的替补出场，但是他对替补出场感到不舒服希望得到球队首发的位置。直到2004-05赛季，前全明星球员重回首发球员位置。
2006年1月26日，斯泽比亚克同迈克尔·奥洛沃坎迪、德韦恩·琼斯以及一个有条件的首轮选秀名额交换去波士顿凯尔特人队以交换里基·戴维斯、马克·布朗特、马库斯·班克斯、贾斯汀·里德和第二轮的选秀权。
斯泽比亚克是一位有进攻头脑的球员，他有着出色的投射能力，相对而言他的防守能力只是一般。2006年赛季前，斯泽比亚克接受了膝盖手术，随后用了好几个月进行恢复。
2006-07赛季只在赛季出出过场，其中还包括了在和夏洛特山猫比赛中拿下的35分。可以由于他的两个脚裸都受到了伤病的困扰，也影响了他的表现，他决定在赛季结束后进行他的脚踝手术。
2007年NBA选秀当晚，凯尔特人将斯泽比亚克交换去了西雅图超音速，和他一起给交换出去的球员还有德朗特·韦斯特和杰夫·格林 (波士顿第5顺位)以换取雷·阿伦和格伦·戴维斯 (超音速第35顺位)。
2008年2月，斯泽比亚克又在一场三队11人交易中被送往克里夫兰骑士队。